# جام کارائیب کونکاکاف ۲۰۲۵
جام کارائیب کونکاکاف ۲۰۲۵ سومین دوره جام کارائیب کونکاکاف، سطح اول مسابقات بین‌المللی فوتبال باشگاهی سالانه در منطقه کارائیب بود. این مسابقه توسط باشگاه‌هایی برگزار شد که اتحادیه‌های فوتبال آنها به اتحادیه فوتبال کارائیب (سی‌اف‌یو)، کنفدراسیون زیرمجموعه کونکاکاف وابسته است.
قهرمان جام کارائیب کونکاکاف ۲۰۲۵ به دور یک‌هشتم نهایی جام قهرمانان کونکاکاف ۲۰۲۶ راه یافت و تیم‌های دوم و سوم به دور اول راه یافتند.

## تیم‌ها
ده تیم از پنج انجمن عضو سی‌اف‌یو به مسابقات راه یافتند. هشت تیم از سه کشور بر اساس نتایج لیگ‌های داخلی خود و دو تیم باقی‌مانده از جام باشگاهی کارائیب ۲۰۲۵ وارد شدند.
سهمیه هر کشور به شرح زیر است:
- جام باشگاهی کارائیب: ۲ سهمیه (قهرمان و نایب قهرمان)
- جمهوری دومینیکن، جامائیکا، ترینیداد و توباگو: ۲ سهمیه
- هائیتی، سورینام: ۱ سهمیه

| انجمن                       | تیم            | نحوه صلاحیت                              |
| --------------------------- | -------------- | ---------------------------------------- |
| دومینیکن (۲+۱ سهمیه)        | سیبائو         | قهرمان لیگ فوتبال دومینیکانا ۲۰۲۴        |
| دومینیکن (۲+۱ سهمیه)        | او و ام        | نایب قهرمان لیگ فوتبال دومینیکانا ۲۰۲۴   |
| دومینیکن (۲+۱ سهمیه)        | موکا           | قهرمان جام باشگاهی کارائیب ۲۰۲۵          |
| باربادوس                    | ویموث ولز      | نایب قهرمان جام باشگاهی کارائیب ۲۰۲۵     |
| جامائیکا (۲ سهمیه)          | کاوالیر        | قهرمان لیگ برتر جامائیکا ۲۵–۲۰۲۴         |
| جامائیکا (۲ سهمیه)          | مونت پلزنت     | نایب قهرمان لیگ برتر جامائیکا ۲۵–۲۰۲۴    |
| هائیتی (۱ سهمیه)            | یوونتوس ده کای | قهرمان مسابقات ویژه دی۱ ۲۰۲۵             |
| سورینام (۱ سهمیه)           | رابین‌هود       | قهرمان لیگ برتر سورینام ۲۰۲۴             |
| ترینیداد و توباگو (۲ سهمیه) | دیفنس فورس     | قهرمان لیگ برتر فوتبال تی‌تی ۲۵–۲۰۲۴      |
| ترینیداد و توباگو (۲ سهمیه) | سنترال         | نایب قهرمان لیگ برتر فوتبال تی‌تی ۲۵–۲۰۲۴ |

## برنامه
برنامه مسابقات به شرح زیر است.
| مرحله       | دور              | بازی رفت             | بازی برگشت           |
| ----------- | ---------------- | -------------------- | -------------------- |
| مرحله گروهی | هفته ۱           | ۱۹–۲۱ اوت            | ۱۹–۲۱ اوت            |
| مرحله گروهی | هفته ۲           | ۲۶–۲۸ اوت            | ۲۶–۲۸ اوت            |
| مرحله گروهی | هفته ۳           | ۱۶–۱۸ سپتامبر        | ۱۶–۱۸ سپتامبر        |
| مرحله گروهی | هفته ۴           | ۲۳–۲۵ سپتامبر        | ۲۳–۲۵ سپتامبر        |
| مرحله گروهی | هفته ۵           | ۳۰ سپتامبر – ۲ اکتبر | ۳۰ سپتامبر – ۲ اکتبر |
| مرحله حذفی  | نیمه نهایی       | ۲۱–۲۳ اکتبر          | ۲۸–۳۰ اکتبر          |
| مرحله حذفی  | فینال و رده بندی | ۲۵–۲۷ نوامبر         | ۲–۴ دسامبر           |

## مرحله گروهی
در مرحله گروهی، هر گروه به صورت خانگی و خارج از خانه برگزار می‌شد که در آن هر باشگاه یک بار با هر تیم دیگر در گروه خود بازی کرد، دو بازی در خانه و دو بازی خارج از خانه.
تیم‌های اول و دوم به مرحله حذفی راه یافتند.

### گروه A
| رتبه | باشگاه     | ب | پ | م | ش | گ‌ز | گ‌خ | ت‌گ | امتیاز | صلاحیت             |
| ---- | ---------- | - | - | - | - | -- | -- | -- | ------ | ------------------ |
| ۱    | مونت پلزنت | ۰ | ۰ | ۰ | ۰ | ۰  | ۰  | ۰  | ۰      | صعود به مرحله حذفی |
| ۲    | او و ام    | ۰ | ۰ | ۰ | ۰ | ۰  | ۰  | ۰  | ۰      | صعود به مرحله حذفی |
| ۳    | سنترال     | ۰ | ۰ | ۰ | ۰ | ۰  | ۰  | ۰  | ۰      |                    |
| ۴    | موکا       | ۰ | ۰ | ۰ | ۰ | ۰  | ۰  | ۰  | ۰      |                    |
| ۵    | رابین‌هود   | ۰ | ۰ | ۰ | ۰ | ۰  | ۰  | ۰  | ۰      |                    |

### گروه B
| رتبه | باشگاه         | ب | پ | م | ش | گ‌ز | گ‌خ | ت‌گ | امتیاز | صلاحیت             |
| ---- | -------------- | - | - | - | - | -- | -- | -- | ------ | ------------------ |
| ۱    | سیبائو         | ۰ | ۰ | ۰ | ۰ | ۰  | ۰  | ۰  | ۰      | صعود به مرحله حذفی |
| ۲    | کاوالیر        | ۰ | ۰ | ۰ | ۰ | ۰  | ۰  | ۰  | ۰      | صعود به مرحله حذفی |
| ۳    | دیفنس فورس     | ۰ | ۰ | ۰ | ۰ | ۰  | ۰  | ۰  | ۰      |                    |
| ۴    | یوونتوس ده کای | ۰ | ۰ | ۰ | ۰ | ۰  | ۰  | ۰  | ۰      |                    |
| ۵    | ویموث ولز      | ۰ | ۰ | ۰ | ۰ | ۰  | ۰  | ۰  | ۰      |                    |